# 官戶 (越南音樂)

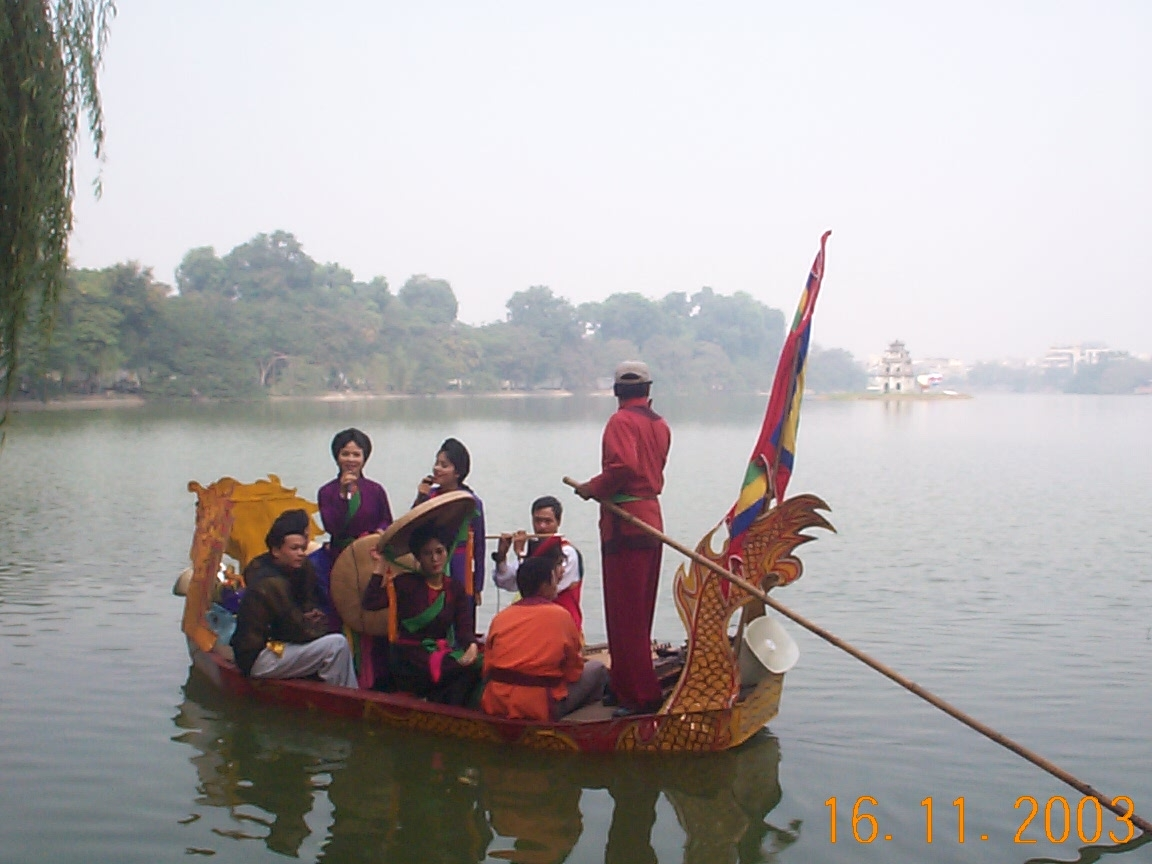
官賀

官戶，也譯官賀，是越南北部平原上獨具特色的民歌曲調，主要位於今北寧、北江省一帶。官賀有219種調子之多，有唱祝、唱祭、唱會、唱更等各種唱法。歌唱時一般身著越服站在龍舟上。迄今為止，以官賀民歌為主題的賽歌會已經舉辦了22屆。
2009年，以北寧官賀民歌之名正式錄入聯合國教科文組織的人類非物質文化遺產代表作名錄。